# Hello! (Good to Be Back)
A Hello! (Good to Be Back) a német Scooter együttes 2005-ben megjelent kislemeze, az első a Who's Got the Last Laugh Now? című albumukról. A dal eredetije Gary Glitter "Hello, Hello, I'm Back Again" című száma, illetve rögtön a dal elején egy sample hallható a The KLF "3 A.M. Eternal (Live at the S.S.L.)" című számából. A szám rendkívül népszerű a rajongók körében, mégis csak nagyon ritkán kerül műsorra. Slágerlistás eredményei már nem annyira jók, csak a magyar és a finn listán tudott a TOP10-be kerülni.

## Számok listája
1. Hello! (Good To Be Back) (Radio Edit) (3:35)
2. Hello! (Good To Be Back) (Club Mix) (7:43)
3. Hello! (Good To Be Back) (Extended) (5:52)
4. Path (3:36)

Az ausztrál kiadásról lemaradt a "Path" annak ellenére, hogy a borítón szerepel. A belga változaton ugyanezen szám helyett a videoklip kapott helyet. A holland változat eltérő borítóval és CD-mintával jelent meg, emellett az országban 300 példányban egy speciális, piros borítós verzió is megjelent, amelyen a Radio Edit mellett a videoklip szerepelt. Kizárólag 20 példányban jelent meg egy "Kontor Records" borítós kiadás, amelyet csak újságírók kaptak kézhez.

### Vinyl verzió
- A1: Hello (Good To Be Back) (Extended) (5:52)
- B1: Hello (Good To Be Back) (Club Mix) (7:43)

200 példányban készült egy olyan változat is, ahol a vinyl anyagába préselték bele a CD-n is látható mintát, minek köszönhetően a lemez színe fekete-neonzöld.

## Más változatok
A dal hallható a 2006-os "Excess All Areas" koncertalbumon, illetve ez a nyitószáma a 2011-es "The Stadium Techno Inferno" koncertnek.

## Közreműködtek
- H.P. Baxxter a.k.a. Shotgun MC (szöveg)
- Rick J. Jordan, Jay Frog (zene)
- Jens Thele (menedzser)
- Gary Glitter, Mike Leander (eredeti szerzők)
- Marc Schilkowski (borítóterv)
- Kai Busse (fényképek)

## Videoklip
A videoklip nyitójelenetében egy Apache helikopter látható, ami tüzet nyit, előrevetítve a következő kislemezt. A videoklip főként a 2005-ös amerikai fellépések alkalmával készült felvételeket tartalmazza, illetve az ezek között Chicagóban rögzített snitteket. Egyes jelenetek egy limuzin hátsó ülésén játszódnak, ahol az együttes tagjai illetve táncoslányok láthatóak.